# 朱祐杙
临漳悼怀王朱祐杙（1468年—1505年），一作怀悼王、朱祐栻，明朝临漳国镇国将军，临漳荣和王朱见淔的庶长子，追封临漳王。

## 生平
成化十三年（1477年）三月赐名。成化二十三年（1487年）封镇国将军。弘治五年（1492年）四月按制度赐镇国将军誥命冠服。弘治十八年（1505年）去世。
正德十一年（1516年），朱见淔去世。正德十六年（1521年），朱祐杙的庶次子朱厚炣袭封临漳王，朱祐杙因而被追封为临漳悼怀王。

## 家庭

### 子孫
- 嫡長子：朱厚㸅，弘治三年（1490年）十月賜名[6]，早亡
- 庶次子：臨漳康端王朱厚炣
- 庶三子：朱厚焄，弘治十一年（1498年）正月賜名[7]
- 嫡五子：朱厚煨，弘治十八年（1505年）二月賜名[8]，早亡

## 评价
- 《弇山堂别集》卷074：慈仁短折，中年早夭。